# W・H・L・ウォレス
ウィリアム・ハーベイ・ラム・ウォレス（英:William Hervey Lamme Wallace、1821年7月8日-1862年4月10日）は、アメリカ合衆国の弁護士であり、南北戦争では北軍の将軍として戦った。ユリシーズ・グラントはウォレスのことを北軍の最も偉大な将軍の一人と考えた。
ウォレスはオハイオ州アーバナで、ジョン・ウォレスとメアリー・ラム・ウォレス夫妻の息子として生まれた。1841年にイリノイ州マウントモリスのロックスプリングス神学校で学んだ。スプリングフィールドではエイブラハム・リンカーンと共に法律を学ぶ計画だったが、その代わりにイリノイ州オタワでセオフィラス・ライル・ディッキーと共に法律実務を始めた（ディッキーはリンカーンの友人であり、最終的にイリノイ州最高裁判所の判事になった）。1851年にディッキーの娘マーサ・アンと結婚した。ウォレスは1846年に法律の免許を得て、同じ年に兵卒として第1イリノイ歩兵連隊に加わった。少尉の位と副官に昇り、米墨戦争のブエナ・ビスタの戦いやその他幾つかの小さな戦闘に参戦した。この戦争における短い体験の後で、1853年に地区検事になった。
南北戦争が始まったとき、ウォレスはスプリングフィールドで結成された第11イリノイ連隊に兵卒として志願した。その後部隊の大佐に選ばれた。1862年のドネルソン砦の戦いでは、グラントのテネシー軍のジョン・A・マクラーナンド准将の師団に属する1個旅団を大佐として指揮した。戦闘の間、マクラーナンド師団の大半が大きな損失を出して後退させられた中でウォレスの銃火の下での冷静さが特に光った。ルー・ウォーレス准将はウォレスのことを「大変な耕起の1日から戻った農夫」ように見えたと語った。ドネルソン砦の功績でウォレスは志願兵の准将に昇進した。シャイローの戦いでは、新しく師団指揮官となり、有名なホーネッツネスト、すなわちサンクンロードに直接隣り合う位置で南軍による猛攻に6時間も対抗し続けた。その師団が最終的に包囲された時に撤退を命じて脱出したが、ウォレスは致命傷を負い、後に戦場で虫の息になっているところを部隊に発見された。兵士達はウォレスをその妻の所に運んだ。妻はテネシー州サバンナのチェリー邸宅にあったグラント将軍の作戦本部に戻る途中でウォレスの看護をした。ウォレスは3日後に妻の腕の中で死んだ。今際の言葉は「我々は天国で会える」だった。ラサール郡オタワに埋葬されている。シャイローの戦いに連れて行ったその軍馬プリンスもウォレスの隣に埋葬されている。
カンザス州ウォレス郡は1868年にウォレスに因んでその名前を付けた。